# 矯正強姦
矯正強姦（英語：或），簡稱姦改，是一種性罪行與仇恨犯罪，一般由異性戀順性別者以「改正對方的性取向或性別認同」為由對同性戀者、雙性戀者、跨性別者或無性戀者進行強姦。英文的這個詞見於2000年代的非政府人權組織文獻中，用以代表在南非中頻發的、針對女同性戀者的強姦案。

## 事例
- 1993年年底，美國中部一名跨性別男性布蘭登·蒂納，遭到他女友拉娜·蒂斯德爾（英语：Lana Tisdel）的前男友和死黨強姦並殺害。
- 2008年4月，南非豪登省的一個小鎮，女同志國家足球員兼LGBT權益活躍分子尤迪·西梅拉內（英语：Eudy Simelane）遭到輪姦，臉部、腹部和腳部被刺25刀致死。[1]

### 引用
1. ↑  Annie Kelly. . 衛報. 2009-03-12  [2010-06-09]. （原始内容存档于2013-07-07）.

## 外部連結
- 印度母亲强奸儿子矫治同性恋（页面存档备份，存于）
- 調查稱南非強暴案受害人中女同性戀比例高（页面存档备份，存于）
- 同志組織揭印度「矯正強姦」現象　逼「拗直」性取向（页面存档备份，存于）
- “我用强奸教她们做人”——南非矫正强奸简考（页面存档备份，存于）
- 印度母亲强奸儿子矫治同性恋 盘点印度针对同性恋的家庭内矫正强奸（页面存档备份，存于）